# Višnjan
Višnjan (olaszul: Visignano) falu és község Horvátországban, Isztria megyében. Közigazgatásilag Anžići, Bačva, Barat, Barići, Baškoti, Benčani, Broskvari, Bucalovići, Bujarići, Cerion, Cvitani, Deklevi, Diklići, Fabci, Farini, Gambetići, Kočići, Kolumbera, Korlevići, Košutići, Kurjavići, Legovići, Majkusi, Markovac, Milanezi, Prašćari, Prhati, Pršurići, Radoši kod Višnjana, Radovani, Rafaeli, Rapavel, Sinožići, Smolići, Srebrnići, Strpačići, Sveti Ivan, Štuti, Vejaki, Vranići kod Višnjana, Vrhjani, Zoričići, Ženodraga, Žikovići és Žužići települések tartoznak hozzá.

## Fekvése
Az Isztria középső részén, Pazintól 18 km-re északnyugatra, Porečtől 12 km-re északkeletre egy magaslaton fekszik, ahonnan remek kilátás nyílik a Poreština nyugati részére.

## Története
A régészeti leletek tanúsága szerint ez a vidék a bronzkor óta folyamatosan lakott. Ezt bizonyítják az itt és a környező dombokon feltárt erődítmények maradványai, cseréptöredékek, csontok, szerszámok, fegyverek, ékszerek. Az emberi jelenlétről tanúskodik a Višnjan déli lejtőinek talajösszetétele is. Miután a rómaiak tűzzel vassal meghódították a félszigetet teljesen megváltozott az Isztria arculata. Az erődítmények nagy része eltűnt, ugyanakkor új utak épültek. Az Isztria a Római Birodalom virágzó kertjévé változott. Ebből a korból származik a višnjani községháza folyosójának falába befalazott két galambot ábrázoló domborműves sírkőlap és ebből a korból ered a település neve is, mely valószínűleg egy Vicinianus nevű római veterán katona nevéből származik. Višnjan újabb története a Római Birodalom szétesésével kezdődött amikor mezőgazdaságból és állattartásból élő népesség érkezett ide, akik szőlő és olajbogyó termesztéssel, valamint kecsketenyésztéssel foglalkoztak. 840-ben a Višnjan alatti síkságra a bencés atyák Mihály arkangyal tiszteletére szentelt kolostort építettek. Az első olyan forrás amely megemlíti Višnjan nevét 1203-ból származik. Ez a poreči és a motovuni uradalom közötti adófizetési viták időszaka, melynek csak a velencei szenátus 1349-es határozata vetett véget. Velence növekvő támogatásának az eredménye a Szent Antal templom felépítése volt, melyet a 17. század elején megújítottak és akkor nyerte el mai formáját. Višnjan a poreči püspökség fennhatósága alá került. A növekvő török veszély hatására az akkori višnjani kapitány a védőfalak kiépítését rendelte el. 1529-ben megszűnt a település alatti bencés kolostor, falait ezután Višnjan épületeihez kőbányaként használták. Az 1599-es pestisjárvány alaposan megtizedelte lakosságát, a járványt csak néhány ember élte túl. Területe lényegében kihalt maradt. 1604-ben a velencei hatóságok Dalmáciából a török elől menekülő horvátokat telepítettek be a lakosság pótlására. A járványt azonban újabb szerencsétlenség a Velence és Ausztria között kitört uszkók háború követte. 1617. május 20-án a község területén súlyos összecsapás zajlott a fosztogató gyalogos uszkókok és az Alvise Zorzi vezette velencei lovasság között. A háború legnagyobb vesztesei az uszkókok voltak, akiket a békeszerződés értelmében Velencei nyomásra a tengerpartról a kontinens belső területeire telepítettek. Ennek az időszaknak a rendhagyó szerencsétlen esete a višnjani templomot ért villámcsapás 1656. június 17-én, mely hat embert ölt meg, de a plébános túlélte a természeti csapást. A 18. században Veneto és Friuli területéről új betelepülő családok érkeztek. Ez a település fejlődésének időszaka. 1758-ban Martin Hrvatin ispán elrendelte a védőfalak lebontását, 1760-ban felépült az új harangtorony, 1765-ben pedig a városi loggia.
1797-ben megszűnt a Velencei Köztársaság és a Habsburg uralom időszaka következett. 1797 és 1813 között az Isztria francia megszállás alatt állt, majd visszatért a Habsburg uralom. Višnjan város lett. Az adózás igényeinek kielégítésére kidolgozták a község kataszterét. 1828-ban megalkották a község címerét és a régi helyén elkezdődött az új, nagyobb, homlokzatával déli irányban tájolt templom építése. A vizekben szegény vidéken az állatállomány ellátására víztározó tavakat ástak. 1838-ban elkészült a „Čista lokva” és a templom előtt megépítették a 7000 hektoliteres falazott nagy ciszternát. Új épületbe költözött a községháza, 1854-ben elkezdődtek egy magániskola építési munkálatai. Nőtt a község területe, mely egy közigazgatás alá került Motovunnal. 1871-ben megkezdte működését a posta. Ebben az időben kapott orvost is a település Luigi Fibić személyében. A vasútvonal megépítésével Višnjan összeköttetésbe került Poreč-csel és Trieszttel. Vadgesztenye fasort ültettek és ekkor telepítették a mai fenyőerdőt is. A településnek 1857-ben 918, 1910-ben 1154 lakosa volt.
Az első világháború után a rapallói szerződés értelmében Isztria az Olasz Királysághoz került. Az 1922-ben hatalomra került olasz fasiszta hatóságok megszüntették a horvát nyelvű oktatást és kitiltották a horvát nyelvet a közigazgatásból. Megindult a horvátok menekülése a Jugoszláv Királyságba. Višnjan vasúti összeköttetés nélkül maradt, de megindult az autóbusz közlekedés a Trieszt – Buzet – Motovun – Poreč vonalon. Bevezették az elektromos áramot és kiépült a vízvezeték hálózat. Olaszország 1943-as kapitulációja után a partizánok megszállták a helyi rendőrőrsöt, de Rommel Póla felé előnyomuló csapatainak megállítása hatalmas áldozattal (86 halott) járt. Végül a kivonuló németek után Višnjanba ismét bevonultak a partizánok.
A második világháború után Jugoszlávia része lett. Ezt a kommunisták bosszújától rettegő olasz lakosság kivándorlása követte. Az üres házakba részben az itt maradottak költöztek, részben mezőgazdasági célokra alakították át őket. Orvosi rendelő és közösségi ház épült. Újraindult az isztriai bauxit kitermelése. Višnjan új aszfaltozott utakat kapott, de a fiatalok távozásával a közösségi élet hanyatlott. Az 1980-as években pékség, új házak, posta, orvosi rendelő, gyógyszertár, sportpálya, csillagvizsgáló, vízvezeték épült. Jugoszlávia felbomlása után 1991-ben a független Horvátország része lett. A közigazgatás átszervezésével újra községközponttá vált. 2011-ben Višnjannak 674, a községnek összesen 2266 lakosa volt. Lakói mezőgazdasággal (főként szőlőtermesztéssel) és falusi turizmussal foglalkoznak, valamint a közeli Porečen dolgoznak.

## Nevezetességei
- Szent Quiricus és Julita tiszteletére szentelt plébániatemploma 1830 és 1833 között épült klasszicista stílusban. A főoltár képe, mely a templom két védőszentjét Szent Quiricust és Julitát ábrázolja Juraj Ventura alkotása. Orgonáját 1870-ben építették. A harangtorony 27 méter magas, 1772-ben építették.
- Szent Antal tiszteletére szentelt temploma[3] 1500 körül épült, 1913-ban megújították. A templom Visnjan óvárosának bejáratánál található. A gótikus épület egyszerű téglalap alakú, mérete 5,08 x 7,60 m, csúcsíves boltozattal. Kőtömbökből épült, tetőzetét kőlapok fedik. Padlója kőlapokkal van burkolva. A szentély előtti ívre 1604-es évszám van vésve. A belső falakat freskók és glagolita feliratok díszítik. Az egyik glagolita felirat 1550-ből származik. Fennmaradtak Dominic udinei mester falfestményei a 16. század közepéről, amelyek Szent Antal legendáját ábrázolják.
- Szent Rókus tiszteletére szentelt temploma 1530-ban épült gótikus stílusban. 1923-ban egy útépítés miatt állítólag kövenként építették fel újra a mai helyére és szépen felújították.
- A Mindenszentek és Szent Mária Magdolna tiszteletére szentelt temetőkápolnáját a 16. században építették gótikus stílusban.
- Višnjanban egy híres csillagvizsgáló is működik.
- Višnjantól nyugatra található a Dilian nevű ókori és középkori település. A települést és nevezetes templomát már a kora középkorban említik. Szent Mihály tiszteletére szentelt bencés kolostorát 840 körül alapította egy Selmon (Telmon) nevű nagybirtokos, aki első apátja lett. Valószínűleg a főoltár alatti sírboltban nyugszik. Az épületeket a 19. század közepéig használták, azóta elhagyatottan romos állapotban vannak.

## Lakosság
| Lakosság változása | Lakosság változása | Lakosság változása | Lakosság változása | Lakosság változása | Lakosság változása | Lakosság változása | Lakosság változása | Lakosság változása | Lakosság változása | Lakosság változása | Lakosság változása | Lakosság változása | Lakosság változása | Lakosság változása | Lakosság változása |
| ------------------ | ------------------ | ------------------ | ------------------ | ------------------ | ------------------ | ------------------ | ------------------ | ------------------ | ------------------ | ------------------ | ------------------ | ------------------ | ------------------ | ------------------ | ------------------ |
| 1857               | 1869               | 1880               | 1890               | 1900               | 1910               | 1921               | 1931               | 1948               | 1953               | 1961               | 1971               | 1981               | 1991               | 2001               | 2011               |
| 918                | 1012               | 779                | 887                | 1059               | 1154               | 1986               | 1898               | 762                | 690                | 682                | 600                | 581                | 621                | 625                | 674                |